# Sitodiplosis subhashensis
Sitodiplosis subhashensis är en tvåvingeart som beskrevs av Grover och Madhu Bakhshi 1978. Sitodiplosis subhashensis ingår i släktet Sitodiplosis och familjen gallmyggor. Inga underarter finns listade i Catalogue of Life.